# Marco Antonio Félix
Marco Antonio Félix (en Latín, Marcus Antonius Felix y en griego antiguo, Φηλιξ, n. in. 5/10-?) fue el cuarto gobernador romano de la provincia de Judea entre los años 52 y 58, como sucesor de Ventidio Cumano.

## Vida
Félix era el hermano menor de Marco Antonio Palas, quien fue secretario de Hacienda durante el reinado del emperador Claudio. Félix era un griego liberto de Claudio, según lo que dice Josefo lo llama Claudio Félix. Según Tácito, Palas y Félix descendían de los reyes griegos de Arcadia. 
La crueldad y el libertinaje de Félix junto con su accesibilidad a los sobornos, condujeron a un gran aumento de la delincuencia en Judea. El período de su reinado estuvo marcado por luchas internas y por los disturbios, los cuales contuvo con severidad.
Hacia el año 56 cuando Pablo de Tarso fue arrestado en Jerusalén y rescatado de un complot contra su vida, Claudio Lisias lo trasladó a Cesarea donde fue sometido a juicio ante Félix. 

Algunos días después, viniendo Félix con Drusila su mujer, que era judía, llamó a Pablo, y le oyó acerca de la fe en Jesucristo. Pero al disertar Pablo acerca de la justicia, del dominio propio y del juicio venidero, Félix se espantó, y dijo: Ahora vete; pero cuando tenga oportunidad te llamaré. Esperaba también con esto, que Pablo le diera dinero para que le soltase; por lo cual muchas veces lo hacía venir y hablaba con él. Pero al cabo de dos años recibió Félix por sucesor a Porcio Festo; y queriendo Félix congraciarse con los judíos, dejó preso a Pablo.
Hechos de los Apóstoles 24:24-27

A su regreso a Roma, Félix fue acusado de utilizar un litigio entre los judíos y los sirios de Cesárea de pretexto para matar y saquear a los habitantes, pero a través de la intercesión de su hermano Marco Antonio Palas que tenía gran influencia con el emperador Nerón, fue absuelto. Porcio Festo lo sucedió como procurador de Judea.

## Vida Matrimonial
Félix se casó tres veces. Su primera esposa fue la princesa Drusila, hija del rey de Mauritania Ptolomeo de Mauritania y su esposa la reina Julia Urania. Drusila estaba emparentada con el Emperador Claudio, el cual  arregló el matrimonio alrededor de 53 en Roma. Al igual que Félix, Drusila tenía en parte ascendencia griega. Félix y Drusila no tuvieron hijos y entre 54-56  se divorciaron.
Félix se casó entonces con una princesa judía también llamada Drusila. Esta era hija del rey de Judea, Herodes Agripa I, y de Cypros, y estaba casada con Aziz, rey de Emesa, de quien debió divorciarse. Félix y Drusila de Judea tuvieron un hijo llamado Marco Antonio Agripa, quien murió junto con Drusila y muchos de los habitantes de Pompeya y Herculano en la erupción del Vesubio el 24 de agosto del año 79.
También tuvieron una hija Antonia Clementiana, abuela de Lucio Anneo Domicio Próculo.
Una tal Antonia Agripina, cuyo nombre aparece en un grafiti de Egipto, podría ser la hija de su hijo Marco Antonio Agripa. Se ha sugerido que otros posibles descendientes serían el cuestor Marco Antonio Frontón Salviano y su hijo Marco Antonio Félix Magno Pontífice Máximo en 225. 
Después de la muerte de Drusila, Félix se casó por tercera vez, pero poco se sabe sobre su tercera esposa.